# Luna 1960A
Luna 1960A, auch bekannt unter der Bezeichnung Luna E-3 No.1, war eine sowjetische Mondsonde und sollte, wie schon Lunik 3, den Mond auf einer freien Rückkehrbahn umkreisen und ihn dabei fotografieren, inklusive der erdabgewandten Seite des Mondes. Aufgrund des Versagens der Oberstufe der Trägerrakete konnte die notwendige Geschwindigkeit nicht erreicht werden. Die Sonde entfernte sich ca. 200.000 km von der Erde und fiel anschließend zurück, wo sie in der Erdatmosphäre verbrannte. Auch der Start des zweiten Modells aus der Luna-E-3-Baureihe einen Tag später misslang aufgrund eines Versagens der Trägerrakete.